# Örökváltság
Az örökváltság a jobbágyfelszabadítás egy formája. A jobbágy az örökváltság kifizetésével megszerezhette a használatában levő földek tulajdonjogát és megválthatta az úrbéri terheket. Az örökváltság lehet önkéntes, ekkor a jobbágy és a földesúr szabadon állapodhatnak meg a váltság összegéről; illetve kötelező, amikor egy törvényben előírt összeget kell fizetni. 
Az örökváltságnak van több módja is. Önkéntes örökváltság, vagyis amikor a jobbágynak kell kifizetnie magát így földet is kap és megszabadul a földesúrtól. Kötelező örökváltság: ilyenkor az állam fizeti ki a jobbágynak, viszont így tartozása keletkezik.
Az örökváltság bevezetésével a reformkori Magyarországon az 1831-es kolerafelkelés után kezdtek komolyan foglalkozni. Önkéntes örökváltságot javasolt Széchenyi István, kötelezőt Wesselényi Miklós és Kossuth Lajos. Táncsics Mihály a váltság nélküli jobbágyfelszabadítás híve volt. Az 1832–36-os reformországgyűlés során az alsó- és felsőtábla elfogadta az önkéntes örökváltságot, az udvar azonban nem szentesítette. Végül az önkéntes örökváltságot 1839–40-ben, a kötelezőt 1848-ban fogadták el.
A megváltási összegek elég magasak voltak azonban, így többnyire módosabb mezővárosokkal vagy falvakkal lehetett a szerződéseket megkötni.